# Зоран Ђорђевић (редитељ)
Зоран Ђорђевић (Ваљево, 7. новембар 1962) српски је филмски, телевизијски и позоришни редитељ, сценариста, уметнички фотограф и продуцент.

## Биографија
Дипломирао је режију документарног филма на ФАМУ, филмској и ТВ школи Академије уметности у Прагу.
Урадио је двадесетак филмова у Југославији/Србији, Чешкој, Бразилу, Анголи... Између осталог, лауреат је Фестивала југословенског документарног и краткометражног филма (данас Мартовски фестивал) за филмове Молитва за мртве душе, Одисеја и Живели.
Од друге половине 1990-их живи и ради претежно у Бразилу, где се његови филмови приказују на фестивалима и ревијама.
Осим уметничког стварања, бави се и филмском и фотографском педагогијом — на предавањима за Фондацију за филм у Сао Жосе дос Кампос, на другим радионицама и курсевима.

## Изабрана филмографија
- 2024 Marcos - Força de Vontade, Brazil
- 2022 Muros da vida, Brazil
- 2020 Autorretrato com Marcos Santos, Brazil
- 2017
- 2013
- 2011 [5]
- 2007 Nkisi na Diáspora: Raízes Religiosas Bantu no Brasil[6]
- 2000
- 2000
- 1999 Живели
- 1997 Дан кад смо сви гледали у небо / O dia em que olhamos para o céu[7]
- 1995 Одисеја[8][9]
- 1992 Носталгични концерт за виолину[10]
- 1992 Молитва за мртве душе[11]
- 1992 Нестао
- 1987 Поздрави све који питају за мене

## Изабрана театрографија
- 1999 Чаробњак из Оза
- 1994 Falstaf
- 1993 Mandragola
- 1987 Острвска прича[12][13]